# Волинський обласний академічний музично-драматичний театр імені Тараса Шевченка
Воли́нський обласни́й академі́чний музи́чно-драмати́чний теа́тр і́мені Т. Г. Шевче́нка — обласний академічний музично-драматичний театр у місті Луцьк, Волинська область; головна театральна сцена Волині.

## Загальна інформація
Волинський обласний академічний музично-драматичний театр імені Т. Г. Шевченка розташований у само́му середмісті Луцька в спеціально збудованому приміщенні за адресою:
Театральний майдан, буд. 1, м. Луцьк-43025 (Україна).
Директор театру — Глива Анатолій Миколайович; головний режисер — заслужений діяч мистецтв України Михайло Васильович Ілляшенко.

## Історія
Волинський обласний музично-драматичний театр створено 1939 року за Ухвалою Ради народних комісарів УРСР. Основою творчого складу стала трупа Волинського українського театру, що діяв попереднє десятиліття (1928—39 рр.) під керівництвом Миколи Певного, учня Миколи Садовського й Панаса Саксаганського.
Першою постановкою театру стала прем'єрна вистава «Платон Кречет» О. Є. Корнійчука, продемонстрована 29 лютого 1940 року.
У зв'язку з подіями Другої світової війни заклад 1941 року припинив свою роботу, яка поновилась з просуванням фронту на Схід.
Згідно з урядовою постановою 1945 року до Луцька був переведений Миргородський пересувний театр ім. Т. Г. Шевченка, відтак колективи об'єдналися, творчий склад поповнився новими яскравими артистами — Г. Канішевський, М. Морозов, В. Чуприна, П. Вескляров, Ф. Балабуха, М. Клименко, Н. Фіалко, А. Юницький Головним режисером став заслужений артист Казахської РСР Б. Лур'є. На волинській же сцені зробив свої перші творчі кроки відомий український актор та режисер Володимир Грипич.
Теперішню споруду драмтеатру спроєктувала у Києві 1965 року архітекторка Олександра Крилова. У 1970 році почали будівництво сучасної, функціональної будівлі, яку було урочисто відкрито  1976 року.
У цей період і згодом, коли художнє керівництво театром очолив Е. Ольшевський (1973 рік) помітними подіями в житті театру стали постановки п'єс: «Лісова пісня» Лесі Українки, «За двома зайцями» і «Циганка Аза» М. П. Старицького, «Без вини винні» О. М. Островського, «Ревізор» М. В. Гоголя, «Живий труп» Л. М. Толстого, «Порт Артур» О. Степанова, «Марія Тюдор» В. Гюго, «Мірандоліна» К. Ґольдоні, «Украдене щастя» І. Я. Франка.
У 1980-х роках творчі традиції театру продовжили режисери В. Сурков, О. Сугак, А. Мельничук та М. Ілляшенко, який був художнім керівником закладу від 1986 року; до Волинського музично-драматичного театру також запрошувались відомі режисери-постановники з інших міст країни і молоді режисери. У цей період визначними постановками театру стали вистави: «Забути Герострата» Г. Горіна, «Дім Бернарди Альби» Ф. Г. Лорки, «Одержима», «Оргія» та «Бояриня» Лесі Українки, «Плаха» Ч. Т. Айтматова, «Лісістрата» Арістофана, «Гайдамаки» за Т. Г. Шевченком, «Зрізані троянди в замерзлому саду», «Чорна рада» П. О. Куліша.
Від 1986 року театр очолює Б. С. Береза.
23 лютого 2006 року Волинському обласному музично-драматичному театру присвоєно почесне звання академічного, відтак повна назва закладу відтоді — Волинський обласний академічний музично-драматичний театр імені Т. Г. Шевченка.
У 2009 році Волинський обласний академічний музично-драматичний театр імені Т. Г. Шевченка урочисто відзначив своє 70-ліття. Прем'єрами ювілейного 70-го театрального сезону (2009/2010 рр.) є: «Безталанна» Івана Карпенка-Карого, «Одкровення від Мазепи» Петра Ластівки за мотивами драми Олелька Островського та «Ретро» Олександра Галіна.
Художній керівник Богдан Береза активно співпрацює з відомими українськими режисерами Ф. Стигуном та П. Ластівкою.
Основою акторського складу театру є досвідчені майстри: народні артисти України Л. Приходько, О. Якимчук, А. Романюк, О. Осіїк, заслужені артисти України Л. Дяченко, Л. Зеленова, О. Пуц, Н. Федченко, А. Даценко; диригент оркестру М. Гнатюк; балетмейстери балетної трупи О. Яриш і В. Замлинний. Театр постійно дбає про якісне поповнення — значну частину трупи складає молодь, зокрема випускники Волинського училища культури і мистецтв.
Підтриманий глядачем і фаховою критикою, Волинський театр гастролює не лише в усіх областях Західної України, а по всій країні та за кордоном. На відзнаку 75-ї річниці Голодомору в Україні виставу «Прости і помилуй» М. Кузьо було показано в 23-х обласних і районних центрах нашої держави. Періодично театр репрезентує українське театральне мистецтво у Польщі, з успіхом проходять його виступи в Києві та на українських і міжнародних фестивалях: «Прем'єри сезону» (Івано-Франківськ, 2005, 2008 рр.), «Дні українського театру в Польщі» (Ольштин, 2003), «Біла Вежа»
(Берестя, Білорусь, 2004), «Слов'янські театральні зустрічі» (Чернігів, 2005), «Сусіди» (Люблін, Польща, 2006).
У лютому 2011 року директором театру призначений Глива Анатолій Миколайович. А в березні того ж року художнім керівником театру призначено заслуженого діяча мистецтв України Петра Ластівку.
18 травня 2011 року театр побував на фестивалі «Прем'єри сезону» в Івано-Франківську з виставою «Гамлет» В. Шекспіра. Отримали премії: «За найкращу чоловічу роль» та «За найкращу сценографію».
За виставу «Гамлет» В. Шекспіра (постановка художнього керівника театру, заслуженого діяча мистецтв України Петра Ластівки, сценографія заслуженого діяча культури Польщі Олександра Оверчука, художник із костюмів Ольга Баклан) отримано премію «Галицька Мельпомена», а також премію «Бронек» ім. А. Бучми за режисуру.
Афіша театру поповнилася такими постановками як:
- «Дон Жуан» Ж.-Б. Мольєра, В. А. Моцарта
- «Лісова пісня» Лесі Українки

З 17 по 22 вересня 2011 року було проведено фестиваль п'єс Лесі Українки, присвячений 140-річчю з Дня народження та 100-річчю написання нею драми-феєрії «Лісова пісня».
17 театрів з 11 областей України показали в рамках цього фестивалю 20 вистав.
З 3 по 7 листопада 2011 року театр побував у Польщі в Бєльску Підляському на фестивалі українства «Підляська осінь» з виставою «Аншлаг любові» О. Марданя. Гастрольна діяльність відбувається також у районних центрах: Ковелі, Ківерцях, Нововолинську, Володимирі-Волинському, Шацьку тощо. 2011 року було проведено повну реконструкцію фасадів театру (пофарбування, заміна вікон тощо).

## Архітектура
За ідеєю, однією з головних особливостей театру мало бути поєднання із навколишньою природою. У той час на місці теперішнього майдану ще був парк з рідкісними породами дерев. Білий фон театральних стін підкреслював би образи живої природи в просторі міста, а великі вікна створювали би ефект наповненості інтер'єру природою. Подібний дует образів і форм був притаманний так званій органічній архітектурі, яку запропонував американець Френк Райт.
Якщо розглядати театр збоку і з висоти, або здалеку, одразу впадає в око нагромадження кубів у планувальній структурі будівлі. Але це не просте нагромадження, а впорядковане. Пірамідальне наростання об'ємів перегукується із архітектурою бруталізму, якому властиве нагромадження масивних конструкцій. «Демонстрацією віри», що ці об'єми можуть повноцінно існувати, можна вважати наявність бічних кубів театру, які підтримуються тонкими сплюснутими ніжками. В той же час, архітектура театру стримана, зрозуміла. Нагромадження кубів не створює ефект надмірності. Той факт, що в одній будівлі поєднано стільки ідей, відносить її стилістику до так званої інтернаціональної, яка відкидала індивідуальні традиції і синтезувала прості, лаконічні і зрозумілі геометричні фігури. Але це жодним чином не було повернення до довоєнного конструктивізму, який в Луцьку мав дещо інші риси, хоча також зрозумілі і раціональні.
Повторення аналогічних форм (куби, опори, вікна, лінії) створює особливу ритмософію споруди. Естетика цього ритму приваблює. Якщо скинути з себе нашарування відрази до театру як чогось радянського, ним можна довго милуватися. Найбільше вражає висунутий наперед паралелепіпед, який зовні нависає над головним входом, а всередині містить великий світлий простір фоє, з якого відкривається чудовий вигляд на проспект і собор. Будучи стриманим і лаконічним, театр у той же час доречно декорований. Наприклад, бічні маленькі вікна, з'єднані лініями в шаховому порядку — хороший, і цікавий композиційний ритм. Гвинтові відкриті сходи біля службового входу в театр — особливий смаколик, який відображає самобутність цієї будівлі, її оригінальність і загадковість.
Архітектор Ростислав Метельницький писав, що театру властивий людський масштаб і відповідність його масштабові міста. Він не завеликий для людини і не замалий для міста. З проспекту Волі театр сприймається як його вертикальне завершення, а якщо підійти до споруди упритул, то за паралелепіпедом із великими вікнами зникає висота верхніх кубів. Таким чином, театр дуже класний для візуального огляду: здалеку міський масштаб, зблизька — людський. Так можна розуміти Метельницького.
Не можна сказати, що театр показує виключно якийсь конкретний із описаних стилів. Цікавим чином драмтеатр увібрав ознаки їх усіх, синтезуючи свою архітектуру в ідею модернізму. З іншого боку, його проєктували у конкретних обставинах — радянській відлизі 60-х, і вже з цієї точки зору, він відображає суто індивідуальну радянську історію. Драмтеатр без сумніву став головним об'єктом архітектури шістдесятих років і тепер він є пам'ятником тієї доби. Одна з унікальних будівель міста.

## Репертуар
Нині репертуар Волинського обласного академічного музично-драматичного театру імені Т. Г. Шевченка складають найкращі твори національної і світової драматургії, театральні адаптації української класики, сучасні постановки:
- «Наталка Полтавка» І. П. Котляревського, М. Лисенка;
- «Мартин Боруля», «Безталанна» та «Суєта»І. Карпенка-Карого;
- «Приборкання норовливої», «Гамлет» В. Шекспіра;
- «Без вини винні» О. М. Островського;
- «Тригрошова опера» Б. Брехта, муз. К. Вейля;
- «Моя чарівна леді» А. Дж. Лернера, Ф. Лоу;
- «Неаполь — місто попелюшок» Н. Ковалик.
- «Дерева помирають стоячи» А. Касона
- «Калігула» А. Камю
- «Кармен» П. Ластівки за П. Меріме, муз Ж. Бізе
- «Одкровення від Мазепи» П. Ластівки за мотивами драми Олелька Островського
- «Северин Наливайко» П. Ластівки за С. Черкасенком, П. Кулішем та Г. Кониським

## Народні артисти України
- Балабуха Федір Олексійович
- Грипич Володимир Григорович
- Канишевський Григорій Митрофанович
- Клименко Марія Миколаївна
- Осіїк Ольга Терентіївна
- Приходько Людмила Іванівна
- Романюк Анатолій Іванович
- Юницький Анатолій Іванович
- Якимчук Олександр Павлович

## Відомі виконавці
- Органіста Світлана Леонідівна — заслужена артистка України[4].
- Натанчук Людмила Петрівна — заслужена артистка України[5].

## Світлини

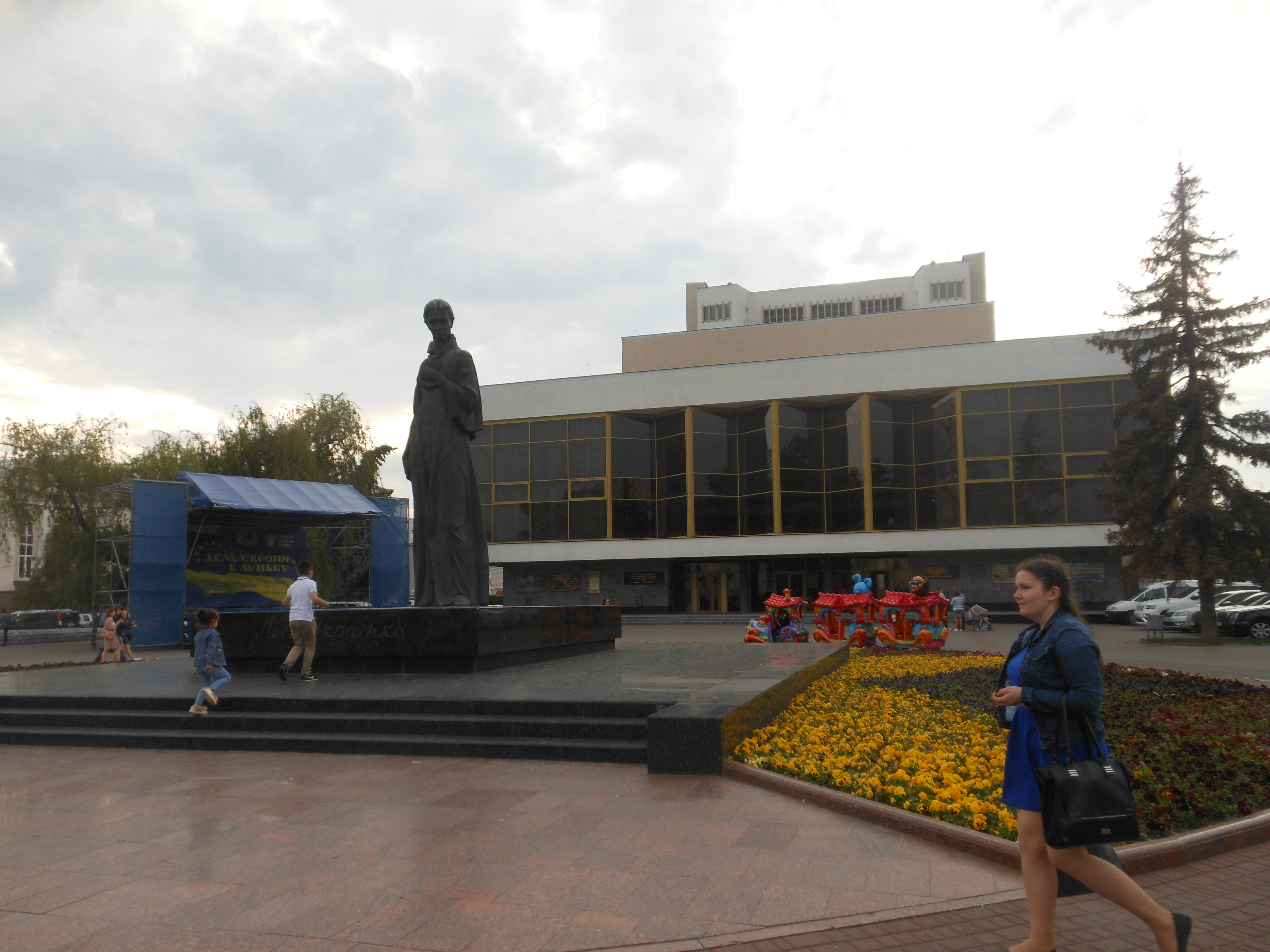
Пам'ятник Лесі Українці на театральному майдані
Будівля театру після відкриття
Пам'ятник Лесі Українці
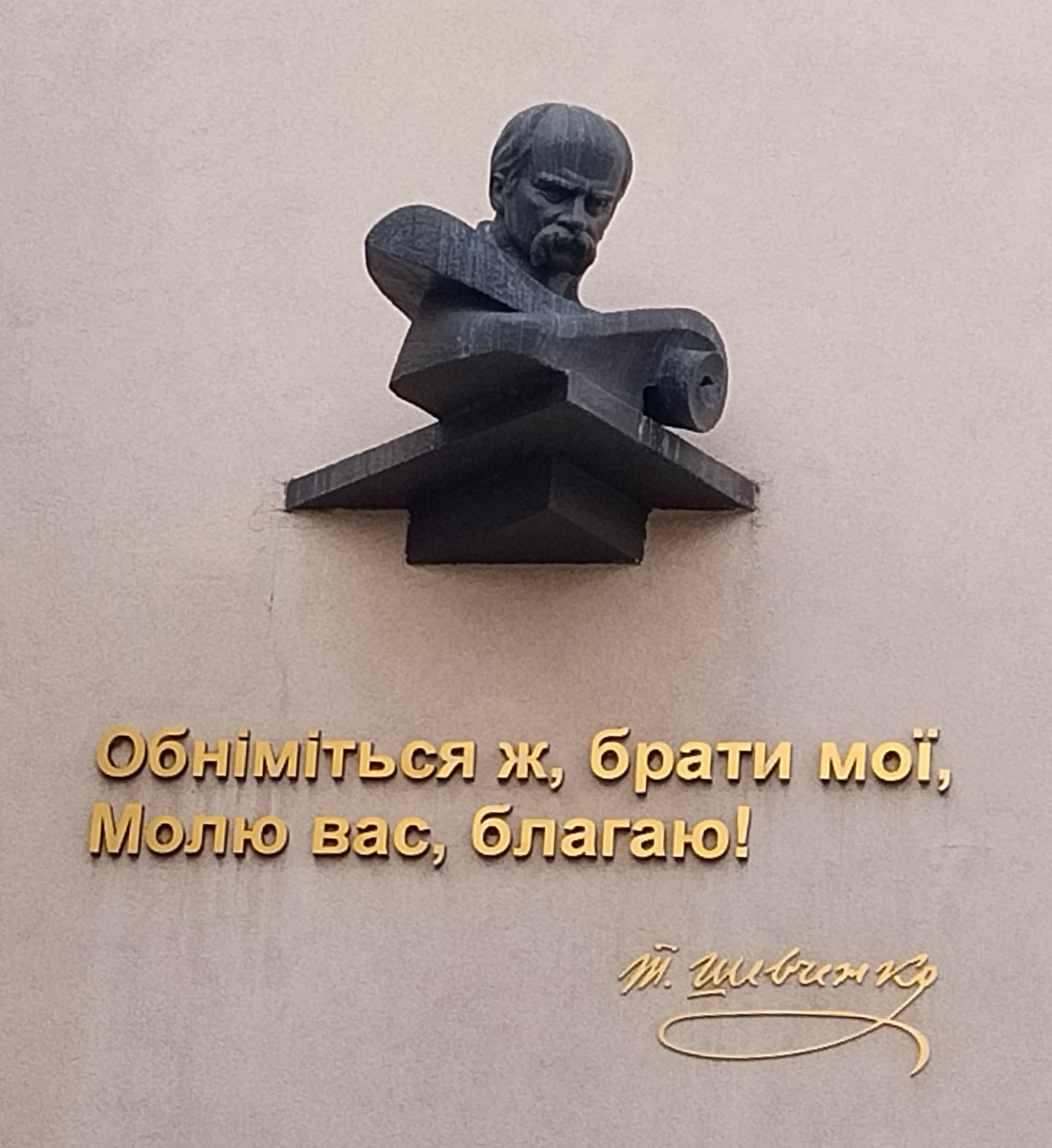
Погруддя Тарасу Шевченку на фасаді театру

## Виноски
1. ↑  Жибров В. І. Луцьк Українська радянська енциклопедія : у 12 т. / гол. ред. М. П. Бажан ; редкол.: О. К. Антонов та ін. — 2-ге вид. — К. : Головна редакція УРЕ, 1981. — Т. 6 : Куликів — Мікроклімат. — 552 с., [22] арк. іл. : іл., табл., портр., карти + 1 арк с., стор. 245
2. ↑  План залу [Архівовано 26 травня 2014 у Wayback Machine.] на Офіційна вебсторінка театру [Архівовано 23 березня 2010 у Wayback Machine.]
3. ↑  Гримороич Ольга про Б. С. Березу[недоступне посилання з травня 2019] на Офіційна вебсторінка Волинської державної обласної універсальної наукової бібліотеки імені Олени Пчілки [Архівовано 21 лютого 2009 у Wayback Machine.]
4. ↑  Про відзначення державними нагородами України діячів театрального мистецтва. Офіційний вебпортал парламенту України (укр.). Процитовано 11 листопада 2021.
5. ↑  Указ президента України № 834/2019. Архів оригіналу за 9 листопада 2019. Процитовано 18 грудня 2019.